# Qianlingula
Qianlingula là một chi nhện trong họ Pisauridae.